# Relations entre le Bangladesh et les Nations unies
Les relations entre le Bangladesh et les Nations unies sont étroites. Le Bangladesh est l'un des plus des pays fournissant le plus de troupes à l'ONU.

## Historique

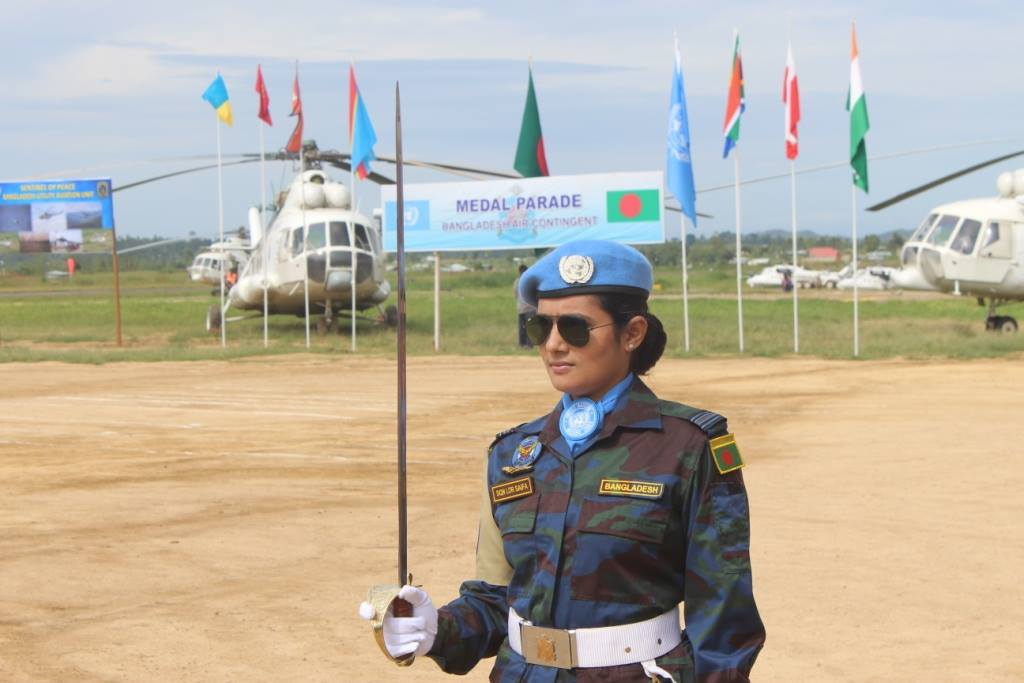
Garde d'honneur lors d'une cérémonie en République Démocratique du Congo.

Les Nations unies et ses agences apportent des secours au Bangladesh en 1971 pendant la guerre de libération du Bangladesh. L'ONU fournit une aide aux réfugiés bangladais de la guerre. Lors de la 26e session de l'Assemblée générale des Nations unies, le gouvernement provincial du Bangladesh envoie un représentant aux Nations unies le 21 septembre 1971. En octobre 1971, il prend la parole à l'UN Plaza et déclare que le « point de non-retour » a été atteint lors de la guerre de libération du Bangladesh. Le Bangladesh désigne son premier délégué officiel à l'ONU le 4 décembre 1971. L'Organisation mondiale de la santé, l'UNICEF et le Programme alimentaire mondial fournissent une aide aux réfugiés.
Les Nations unies créent l'Opération de secours des Nations unies au Pakistan oriental (UNEPRO) le 17 juillet 1971. L'opération est dirigée par John R Kelly à son lancement, puis par Paul Mckee Henry. Le 16 novembre 1971, l'opération est complètement prise en charge par les Nations unies en raison d'une mauvaise gestion de l'administration civile du Pakistan oriental. Cela nuit au moral des fonctionnaires de l'administration du Pakistan oriental. Après l'indépendance du Bangladesh le 16 décembre 1971, les Nations unies créent les Opérations de secours des Nations unies à Dhaka (UNROD) le 21 décembre 1971, dirigées par Robert Jackson, qui sont ensuite renommées Opérations de secours des Nations unies au Bangladesh (UNROB). L'opération prend fin le 31 décembre 1973.
Le secrétaire général des Nations unies, Kurt Waldheim, se rend au Bangladesh le 9 janvier 1973. Les Nations unies apportent leur soutien à la reconstruction d'installations comme le port de Chalna (rebaptisé port de Mongla) après qu'il a été endommagé pendant la guerre de libération du Bangladesh. L'ONU aide à rapatrier les Bengalis détenus au Pakistan vers le Bangladesh en 1973. Le Bangladesh ne réussit à devenir membre des Nations unies en 1972 et en 1973 car la Chine utilise son veto au nom du Pakistan pour empêcher l'adhésion à part entière du pays. Le 17 septembre 1974, le Bangladesh devient membre à part entière des Nations unies. Sheikh Mujibur Rahman, président du Bangladesh, prononce un discours en langue bengali à l'Assemblée générale le 25 septembre 1974.
En 1975, le Bangladesh est élu à la vice-présidence de l'Assemblée générale des Nations unies. De 1976 à 1978, le pays est également élu membre du Conseil économique et social des Nations unies (ECOSOC). En 1979, le Bangladesh est élu au Conseil de sécurité des Nations unies. En tant que membre du Conseil de sécurité, le Bangladesh vote contre l'invasion de l'Afghanistan par l'Union soviétique, critique les colonies israéliennes et appelle au retour des otages américains d'Iran. De 1980 à 1982, Osman Ghani Khan alors Contrôleur et vérificateur général du Bangladesh est élu président du Comité des commissaires aux comptes des Nations unies pour deux mandats successifs. En 1980, le Bangladesh est le Coordonnateur des pays les moins avancés. Le pays occupe de nouveau un siège au sein de l'ECOSOC de 1981 à 1983. De 1982 à 1983, le Bangladesh préside le Groupe des 77. En 1985, le pays est élu pour la première fois au Haut-Commissariat des Nations unies pour les réfugiés. De 1983 à 2000, il est membre de la Commission des droits de l'homme. En 1985, Abu Sayeed Chowdhury, ancien président du Bangladesh, est nommé à la tête de la Commission des droits de l'homme des Nations unies.
Humayun Rashid Choudhury, ancien ministre des Affaires étrangères du Bangladesh, est élu président de l'Assemblée générale des Nations unies lors de sa 41e session et occupe le poste entre 1986 et 1987. Le Bangladesh est réélu au Conseil de sécurité en 2000 et, le préside de mars 2000 à juin 2001. Le pays préside le Comité concernant la Sierra Leone pendant son mandat au Conseil de sécurité. Au cours de la même période, le Bangladesh occupe également la présidence du Comité de travail sur le rôle des sanctions. De 2006 à 2008, le pays siège à la Commission des droits de l'homme des Nations unies. Le Bangladesh rejoint la Commission de consolidation de la paix en tant que membre fondateur.
Le Bangladesh est élu au Conseil des droits de l'homme des Nations unies le 13 octobre 2018 pour un mandat de trois ans de 2019 à 2021. Il obtient 178 voix lors de l'élection au conseil,. Le Bangladesh a auparavant effectué trois mandats au sein du Conseil des droits de l'homme des Nations unies.

## Représentations diplomatiques
Le Bangladesh est représenté au siège des Nations unies, à New York, par la Mission permanente du Bangladesh auprès des Nations unies, qui est dirigée par Rabab Fatima, l'actuelle Représentante permanent du Bangladesh auprès des Nations unies,. La Mission permanente du Bangladesh auprès des Nations unies à Genève représente les intérêts du Bangladesh auprès des organes des Nations unies basés à Genève. Le Bangladesh est représenté à Vienne par la Mission permanente du Bangladesh auprès de l'Organisation des Nations unies à Vienne.

## Maintien de la paix
La Force de maintien de la paix des Nations unies du Bangladesh est l'une des plus grandes forces contingentes des Nations unies et, en décembre 2017, elle compte 7 246 personnes déployées dans des opérations de maintien de la paix. Le Bangladesh envoie ses soldats pour la première fois dans des opérations de maintien de la paix en 1988. Des soldats de la paix bangladais sont déployés dans un certain nombre de pays tels que le Timor oriental, le Liban, le Soudan du Sud, la Namibie, Haïti, le Libéria, etc.. De 1988 à 2017, plus de 150 000 soldats bangladais participent au maintien de la paix de l'ONU, 135 d'entre eux sont tués au cours de ces opérations. En 2017, le Bangladesh fournit le troisième plus grand contingent asiatique aux Nations unies.

## Initiatives

### Journée de la langue maternelle
Le Bangladesh fait campagne avec succès pour fait établir une Journée internationale de la langue maternelle par l'UNESCO en 1997. La Journée internationale de la langue maternelle est proclamée le 21 février, jour où des Bengalis ont été tués par des tirs de la police du Pakistan oriental (aujourd'hui le Bangladesh) alors qu'ils protestaient pour faire du bengali une langue d'État du Pakistan dans le cadre du mouvement linguistique bengali en 1952,.